# Lucas Ferrari
Lucas Ferrari (Argentina, 31 de marzo de 1997) es un futbolista argentino que juega como lateral por la izquierda en el Club Atlético All Boys de la Primera Nacional de Argentina.

## Trayectoria

### Ferro
Realizó todas las divisiones inferiores en Ferro desde la novena división. En varias ocasiones fue convocado a participar de los entrenamientos desde una edad temprana llegando a ser convocado a la pretemporada en el 2015 con sólo 17 años. En el año 2016 se integra al plantel de la reserva que disputaría el campeonato. En 2017 se consagra campeón del torneo de Reserva con un gran papel en la final que incluyó un gol, meses después se consagra campeón del torneo de cuarta división. Al año siguiente continúa con la reserva y vuelve a realizar la pretemporada con el equipo de primera y participa en todos los amistosos. Si bien no fue tenido en cuenta por el equipo de primera en la primera mitad del Campeonato de Primera B Nacional 2018-19 vuelve a integrar la pretemporada de cara a la segunda mitad de la temporada consolidándose como parte del plantel profesional aunque seguía disputando partidos exclusivamente en la reserva. En marzo es convocado por primera vez al equipo siendo de la fecha 18, siendo que se produce su debut al ingresar como titular con la camiseta 3 siendo reemplazado a los 18 del segundo tiempo por Sebastián Olivarez, sin llegar a convertir goles ni recibir amonestaciones. Casi a fin de mes volvería a jugar como titular en la fecha 22, en esta ocasión disputando los 90 minutos y recibiendo una tarjeta amarilla. En total disputó sólo dos partidos este campeonato con un total de 153 minutos en los que recibió una amarilla y no marcó goles.
Arranca siendo titular por la lesión de Rodrigo Mazur y disputa los 90 minutos de la primera fecha en la que no convirtió goles ni recibió tarjetas. Termina disputando 4 partidos y un total de 272 minutos en el Campeonato de Primera Nacional 2019-20 en los que no recibió amonestaciones ni convirtió goles.
Tras el parate por Covid sigue formando parte del plantel, en el Campeonato Transición de Primera Nacional 2020 llega a disputar dos partidos al ingresar desde el banco de suplentes, el primero por la fecha 4 contra Platense en el que ingresa en lugar de Rodrigo Mazur y disputa 17 minutos sin marcar goles ni recibir amarillas, el segundo partido es por la segunda ronda eliminatoria contra Atlanta en el que ingresa nuevamente por Mazur y disputa 14 minutos sin convertir goles ni recibir amarillas. En el campeonato fue convocado otras 3 veces al banco de suplente siendo que no ingresó.

### Ciudad de Bolívar
Se confirma su llegada tres días antes del arranque del Torneo Federal A 2021 como local frente a Estudiantes de San Luis. Llega a Bolívar a préstamo sin cargo y sin opción de compra. Con sólo tres días en el equipo debuta al ingresar en el segundo tiempo. En total disputa 24 partidos en los que no convirtió ningún gol.

### All Boys
Tras rescindir su contrato con Ferro se confirma su llegada al club de Floresta para disputar el Campeonato de Primera Nacional 2022 con la opción de ampliar el contrato por un año más. Debuta en la primera fecha al ingresar en el minuto 90 del segundo tiempo en lugar de Nicolás Barrientos. Su debut como titular se da recién en la fecha 16 contra Deportivo Madryn, partido en el que es reemplazado a los 33 minutos del segundo tiempo por Lucas Cuevas. Tras un buen campeonato se clasifica al reducido para disputar el ascenso pero queda eliminado en el partido contra Defensores de Belgrano, Lucas disputa ese partido como titular. En total disputó 12 partidos en la temporada en los que no convirtió ningún gol.

## Estadísticas
Actualizado al 13 de octubre de 2023

| Ferro Argentina | 2.ª                 | 2018-19             | 2  | 0 | - | - | - | - | 2  | 0 |
| Ferro Argentina | 2.ª                 | 2019-20             | 4  | 0 | - | - | - | - | 4  | 0 |
| Ferro Argentina | 2.ª                 | 2020                | 2  | 0 | - | - | - | - | 2  | 0 |
| Ferro Argentina | Total               | Total               | 8  | 0 | - | - | - | - | 8  | 0 |
| Ciudad de Bolívar Argentina | 3.ª                 | 2021                | 24 | 0 | - | - | - | - | 24 | 0 |
| Ciudad de Bolívar Argentina | Total               | Total               | 24 | 0 | - | - | - | - | 24 | 0 |
| All Boys Argentina | 2.ª                 | 2022                | 12 | 0 | - | - | - | - | 12 | 0 |
| All Boys Argentina | 2.ª                 | 2023                | 15 | 0 | 2 | 0 | - | - | 17 | 0 |
| All Boys Argentina | Total               | Total               | 27 | 0 | 2 | 0 | - | - | 29 | 0 |
| Total en su carrera | Total en su carrera | Total en su carrera | 59 | 0 | 2 | 0 | 0 | 0 | 61 | 0 |
| (1) La copa nacional se refiere a la Copa Argentina y Supercopa Argentina . (2) La copa internacional se refiere a la Copa Sudamericana, Recopa Sudamericana, Copa Libertadores y Copa Suruga Bank. |                     |                     |    |   |   |   |   |   |    |   |